# Bustarviejo
Bustarviejo est une commune de la communauté de Madrid, en Espagne.